# II Августов легион
Легион II «Авгу́ста» (лат. Legio II Augusta Antoninina) — римский легион, сформированный Октавианом Августом не позднее 26 г. до н. э. Прекратил своё существование в начале V века.
Название «Августа» легион получил, возможно, из-за какой-либо одержанной победы или реорганизации, произошедшей во время правления Августа. Во втором случае его название является игрой слов, которое может означать как «второй легион Августа», так и «второй августейший легион».
Эмблемами легиона были козерог, Пегас (после начала вторжения в Британию, когда легионом командовал Веспасиан) и Марс. С конца III века в качестве эмблемы использовался только козерог.

## Основание
II Августов легион предположительно мог являться военным подразделением позднего республиканского периода, набранным Юлием Цезарем в 49 г. до н. э. в Трансальпийской Галлии и известным как II Галльский легион (Legio II Gallica). Завербованный для борьбы с Помпеем, он мог принимать участие в Гражданской войне под началом Гая Антония, легата Цезаря в Иллирике, пытаясь защитить эту провинцию от помпеянцев. Так как никакой информации об этом легионе не сохранилось, возможно, он погиб при осаде Курикте в том же году или в каком-то другом сражении Гражданской войны.
Повторно этот легион был создан консулом Гаем Вибием Пансой от имени Октавиана Цезаря в 43 г. до н. э. как II Сабинский легион (Legio II Sabina), набранный в одноименной местности, от названия которой он и получил свое новое прозвище, которое видимо продержалось недолго или оно было не популярно, так как позднее легион известен уже как II Галльский. Если эта теория верна, то он, вероятно, мог участвовать в том же году в Мутинской войне, а в следующем 42 г. до н. э. — в битве при Филиппах на стороне триумвиров Октавиана и Марка Антония. Легион принимал участие в 41 г. до н. э. в Перузинской войне, предположительно на стороне Октавиана, на что указывает праща с надписью «Caesar Leg II», найденная в Перузии (совр. Перуджа).
II Сабинский легион, вероятно, был расформирован либо после окончания войны с Секстом Помпеем в 35 г. до н. э., вследствие произошедших в конце этой войны волнений в войсках, которые требовали наград и демобилизации; либо после окончания последней войны с Марком Антонием в 30 г. до н. э. Всего по окончании Гражданских войн войн к 30 г. до н. э. было демобилизовано до 120 тыс. ветеранов.
Ветераны II Сабинского/Галльского легиона обосновались на землях Аравсиона (совр. Оранж) в Нарбонской Галлии, в нижнем течении Родана (совр. Рона). Об говорит надпись на «Colonia Julia Secundanorum Arausio» на триумфальной арке в Оранже. Кроме того, в Оранже в 1953 году была найдена посвятительная надпись императора Веспасиана, подтверждающая что здесь были размещены ветераны именно «Галльского» легиона:
«[Imp(erator) Cae]sar Ve[spasianus A]ug(ustus) po[ntifex] max(imus) trib(unicia) potestate VIII im[p(erator) XVIII] p(ater) p(atriae) co(n)s(u)l VIII censor [ad restituenda pub]lica qu[ae divus Augustus militibus l]eg(ionis) Gallicae dederat po[ssessa a priva]tis per aliquouod annos / [formam agrorum pro]poni [iussit adnotat]o in sing(ulis) [centuriis] annuo vectigali agente curam L(ucio) V[alerio Um]midio Basso proco(n)s(ul) provi[nciae Narbonensis».

Император Цезарь Веспасиан Август, Великий Понтифик, 8 раз трибун, 18 раз Император, Отец Отечества, Консул, Цензор чтобы восстановить государственные земли, которые в течение нескольких лет принадлежали частным лицам и которые божественный Август передал воинам Галльского легиона, приказал разместить план, на котором в каждой центурии (мера площади) отмечен ежегодный вектигаль (земельный налог), под ответственность Луция Валерия Уммидия Басса, проконсула Нарбоннской провинции.
Вновь легион был воссоздан Октавианом Августом предположительно в промежутке между 30 и 26 гг. до н. э.), когда легион был отправлен в Испанию, для участич в Кантабрийских войнах, продолжавшихся до 19 г. до н. э. Здесь легион получил свое окончательное почетное имя «Августа» (Legio II Augusta) от Октавиана, который к тому времени уже стал императором Августом (16 января 27 г. до н. э.).
По мнению некоторых исследователей, II Августов легион мог вести свою историю от двух еще более ранних легионов: от демобилизованного в Египте Авлом Габинием в 55 г. до н. э. консульского «II легиона» (вместе с «I легионом»), или от «II легиона» Помпея, стоявшего в Испании с 54 г. до н. э., и либо распущенного Цезарем после сражения при Илерде в 49 г. до н. э., либо, если он не был распущен и оставлен в Испании, погибшего в битве при Мунде в 45 г. до н. э., но каких-либо достоверных документальных свидетельств этого нет.
При этом I и II легионы, распущенные Габинеем, могли вести свою историю от первых «долгосрочных» римских легионов — т. н. Фимбрийских легионов, набранных еще во время Союзнической войны 91-88 гг. до н. э. и отправленных Сенатом в 86 г. до н. э. для участия в Первой войне с Митридатом. В итоге они успели принят участие во всех 3-х войнах с Митридатом и были распущены Лукуллом только в 67 г. до н. э.
Помпей, назначенный вместо Лукулла в 66 году, свел остатки его армии в 2 новых легиона. При этом Помпеем были выпущены воззвания к отпущенным ветеранам из легионов Фимбрии, приглашавшие их снова вернуться под знамёна, и значительная часть их благодаря посулам и имени Помпея последовала этому призыву. Эти 2 легиона и были впоследствии демобилизованы Габинием в Египте.
Если все эти предположения верны, то впервые «долговременная» нумерация «II легиона» применялась для обозначения одного из легионов Фимбрии, сформированного около 90 г. до н. э. После его демобилизации его номер был присвоен Помпеем в 66 г. до н. э. одному из двух легионов, оставшихся от войска Лукулла. После демобилизации лукулловского легиона в 55 г. до н. э. его номер перешел к новому легиону, сформированному Помпеем в 55/54 г. до н. э. и отправленного им в Испанию. После роспуска помпеевских легионов в Испании Цезарем после сражения при Илерде в 49 г. до н. э., «2-й» номер мог перейти к новому легиону, сформированному Цезарем в 49 г. до н. э. в Галлии и отданный им под начало Гая Антония. После гибели этого легиона в 49-43 гг. до н. э. его номер перешел к новому легиону, сформированному Пансой в 43 г. до н. э. в Сабинской области. После демобилизации последнего легиона Октавианом в 35-30 гг. до н. э. «2-й» номер унаследовал, на этот раз уже окончательно, II Августов легион, воссозданный Октавианом в 30-26 гг. до н. э.

## Дальнейшая история легиона
После окончания Кантабрийской войны легион находился в Тарраконской Испании и его местом дислокации возможно был каструм Сегисама-Юлия (Segisama Julia) на территории современного Сасамона в Бургосе. За время нахождения легиона в Испании, его солдаты вместе со своими товарищами из I Германского легиона (Legio I Germanica) участвовали в постройке города Колония Юлия Гемелла Акци на границе провинции с Бетикой. По словам Плиния Старшего, колония Картенна (современный Тенес) в Мавритании Цезарейской была основана при Августе вторым легионом.
В 9 году н. э., после трагедии в Тевтобургском Лесу, легион срочно был направлен в Германию, предположительно в район Могонтиака (современный Майнц).
Находясь в Германии, легион принимает участие в походах Германика 14-16 гг. против германских племен. Во время кампании 16 года основная часть войск Германика, в составе которой предположительно был и II Августов легион, возвращалась на зимние квартиры через Ваттовое море и попало в сильнейшую бурю, в которой погибло бо́льшая часть людей, лошадей и вьючного скота, а также потеряно много снаряжения и оружия.
После того, как Тиберий отозвал Германика в Рим, отказавшись продлить его наместничество ещё на один год для завершения войны, легион встает лагерем в Аргенторате (современный Страсбург), где легион защищал стратегический переход через Рейн. В Аргенторате было найдено несколько надгробий с указанием названия II Августова легиона.
В 21 году легион под командованием Гая Силия, губернатора Верхней Германии, участвовал в подавлении восстания двух галльских племен — треверов и эдуев под предводительством Юлия Флора и Юлия Сакровира соответственно. Восстание распространилось на значительную часть Галлии. С двумя легионами Силий разбил силы мятежников, насчитывавших 40 тыс. человек в двенадцати милях от Августодуна (современный Отён).
В 42 году император Клавдий поручил губернатору провинции Паннония Авлу Плавтию организовать вторжение в Британию. В 43 году легион под командованием будущего императора Веспасиана был одним из четырех легионов (совместно с IX Испанским, XIV Парным и XX Победоносным), который принял участие во вторжении в Британию: во время кампании Легион прошел через юг Британии, участвуя во многих битвах с местными племенами дуротригов и думнонов. Около 45 года легион штурмовал укрепление Девичий замок (современный Дорчестер). Об ожесточённом характере боевых действий свидетельствуют изувеченные останки британских воинов. Возможно легион также мог воевать с Добуннами и участвовать в захвате их столицы Кориния (современный Сайренсестер).
Всего, согласно Светонию (4,1), Веспасиан участвовал в Британии в 30 боях с неприятелем и покорил два сильных племени, более 20 городов и смежный с Британией остров Вектис. Легион показал себя одним из самых лучших легионов, из присутствующих в Римской Британии, несмотря на поражение от силуров в 52 году.
В Британии легион был изначала размещен в Каллева-Атребатум (современный Силчестер), а в 49 году был перемещен в Дурноварий (современный Дорчестер). В качестве альтернативы Дурноварию также называются расположенные вблизи Lake Farm (к севере от современного Пула, на шоссе возле Уимборн-Минстер) и Уоддон-Хилл. С 55 года легион базировался в Иска Думнониорум, располагавшегося на месте современного Эксетера, а с 64/66 года в Глевуме (Глостер)) и, возможно, в Абоне (Бристоль).
В 61 году, во время восстания Боудикки, префект лагеря Иска Думнониорум Поений Постум, который в то время был временным исполняющим обязанности командующего легиона, по неизвестной причине отказался исполнить приказ губернатор Британии Светония Паулина и присоединиться к нему в подавлении восстания. Неизвестно также почему в каструме не было легата легиона и его трибунов. После подавления восстания Постум был вынужден заколоть себя мечом, а легион впал в некоторую немилость.
В 69 году, в Год четырёх императоров, легион в начале поддержал императора Отона. Однако, когда поднял мятеж наместник Нижней Германии, будущий император Авл Вителлий, вексилляция легиона из около 2600 солдат заявили о его поддержке и составили костяк его армии в т. н. Первой битве при Бедриаке 14 апреля 69 года против Отона, а впоследствии приняли участие в его походе на Рим.
Когда 17 июля 69 года Вителий вступил в Рим, на востоке Империи уже вовсю разгорался мятеж под предводительством Веспасиана. Позднее, войска Вителлия, включая вексилляцию II Августова легиона, были побеждены солдатами Веспасиана в т. н. Второй битве при Бедриаке. Остатки вексилляции после этой битвы вернулись в Британию в 70 году. Возможно, что во время этих событий, основная часть II Августова легиона, оставшаяся в Британии, оставалась верной Веспасиану, её первому командующему в Британии.
Секст Юлий Фронтин, губернатор Британии с 74 по 78 год, приказал провести несколько кампаний против племени силуров, на территории современного южного Уэльса. В начале этой кампании в 74 г. на южной окраине современного города Аск в Монмутшире был восстановлен старый каструм Бурриум (Burrium), в котором ранее, примерно с 55 по 66 гг. н. э., размещался XX Победоносный Валериев легион (Legio XX Valeria Victrix). Однако этот район плохо подходил для снабжения постоянного лагеря и спустя несколько месяцев в 74 или уже в 75 г. был построен новый каструм — Иска Силурум, расположенный в стратегически важном месте у устья реки Иск (современный Аск; англ. Usk) примерно в 13 км ниже по течению реки Аск от Бурриума. С этого времени Иска Силурум стала основным местом дислокации легиона и оставалось таковым вплоть до III века.
С 78 по 84 год во время губернаторства Гнея Юлия Агриколы легион оставался в Иске Силурум и служил стратегическим резервом в Британии, сыграв решающую роль в завоевании и умиротворении племен на территории современного Уэльса. Несколько подразделений (вексилляций) легиона в это время участвовали в войне с каледонцами (79-84 гг.), в том числе в битве у Граупийских гор в 83 году.
В том же 83 году другая вексилляция легиона под командованием Велиуса Руфуса возможно приняла участие в кампании Домициана против хаттов в Германии.
К 120 году отряды II Августова легиона были необходимы повсюду в провинции (в 119—121 гг. в Британии вспыхнуло восстание, на подавление которого был отправлен Квинт Помпей Фалькон) и Иска Силурум стала больше военной базой, чем гарнизоном. Однако считается, что каждая когорта легиона формально все еще сохраняла присутствие в крепости, будучи приписанной к ней. В 122 году император Адриан посетил Британию и приказал построить ряд укреплений (будущий Вал Адриана), чтобы сдерживать набеги племен северной Британии и прекращения ими поддержки восставших племен на территории римской провинции и часть подразделений (вексилляция) легиона была отправлена на север Англии, где они принимали участие в их строительстве. При этом, Адрианов вал был укреплен и с северной и с южной стороны; очевидно, он был предназначен и для того, чтобы держать в подчинении также и лишь поверхностно покоренную Северную Англию.
Около 142 года часть подразделений легиона также могла участвовать и в строительстве Антонинова вала в Каледонии.
Между 155 и 158 годами в Британии вспыхнуло восстание северных племен, в первую очередь бригантов. II Августов легион был одним из тех, кто подавлял восстание. Британские легионы при подавлении восстания понесли большие потери, что привело к переброске подкреплений из Нижней и Верхней Германии, а Вал Антонина к 162 году пришлось оставить и переместить войска южнее Адрианова вала.
По всей видимости, во 2-й пол. II века в Британии периодически происходили волнения. В связи с чем, ок. 185 года дукс Британии Луций Арторий Каст использовал британские легионы, включая части II Августова легиона, для подавления различных волнений в провинции. Также в это время, судя по сохранившимся свидетельствам, отдельные части легиона использовались для охраны столицы провинции Лондиниума (современный Лондон), который до постройки крепостной стены между 190 и 225 годами не имел защиты от внешнего нападения.
В 196 году Децим Клодий Альбин, губернатор Британии, объявил себя императором. Британские легионы, включая II Августов легион, поддержали его. Альбин переправил на континент все три британских легиона и многочисленные вспомогательные войска, причём снял даже все гарнизоны с каледонской границы. Из-за чего, на несколько ближайших лет британская пограничная система была полностью разрушена или как минимум «рискованно ослаблена». Переправившись в Галлию, он потерпел 19 февраля 197 года поражение от законного императора Септимия Севера в битве при Лугдуне (современный Лион).
Пока легионы отсутствовали в Британии, провинция была наводнена северными племенами и британские легионы были отправлены обратно на остров. Длительные карательные экспедиции вернувшихся легионов, обескровленных в гражданской войне, не имели большого успеха, поэтому император Септимий Север прибыл в Британию в 208 году, чтобы окончательно покорить Каледонию. В связи с чем, большая часть II Августова легиона ушла на север, где они разделили с VI Победоносным легионом (Legio VI Victrix) большой лагерь легионеров Карпоу (Carpow) на реке Тей в 10 км к юго-востоку от современного Перта (на месте которого тоже располагался каструм Берта (Bertha)) в Шотландии.
После этой кампании о II Августовом легионе известно немногое, кроме того, что можно почерпнуть из немногочисленных сохранившихся надписей и посвящений.
Во время правления императора Каракаллы в 213 году, когда по крайней мере один отряд II Августова легиона участвовал в кампании против германцев в низовьях Майна, легион получил за верность почетное прозвище Антонина (Antoninina; «Антонинов легион»). Но возможно, это прозвище легион получил и при Гелиогабале (218—222), так как оба этих императора использовали имя «Антонин» в своем имени, чтобы подчеркнуть свою гипотетическую связь с «хорошей» династией Антонинов); и могло означать, что солдаты были особенно дороги императору.
Впоследствии, после их смерти, это прозвище в названии II Августов легиона больше не употреблялось.
Их преемник, Александр Север (222—235 гг.), отказался от завоевательной политики и II Августов легион, по всей видимости, вернулся в Иска Силурум, где оставался, по крайней мере, до 255 года.
В 258-260 годах предположительно один из отрядов II Августова легиона принимал участие в кампании Галлиена в Паннонии.
Отчеканенная около 290 года монета изображает на одной стороне портрет императора-узурпатора Караузия (286—293), а на реверсе — надпись «LEG II AVG» с символом легиона козерогом. Это последнее материальное доказательство существования этого легиона.

## Расформирование
Считается, что основные военные сооружения Иска Силурум могли быть окончательно разрушены в это время, когда легион был нужен для отражения потенциального вторжения с континента, и в итоге II Августов легион стал частью береговой обороны Кента в IV веке. Камень из Иска Силурум, возможно, стали использовать для строительства оборонительных сооружений на южном побережье.
Возможно, что еще в начале IV века в Иска Силурум временами присутствовали военные, но крепость, вероятно, позже была заселена людьми из окрестностей Викуса (гражданское поселение при каструме). Здание амфитеатра было заброшено примерно в середине IV века, а здания бань стали использовать как загон для скота. Последней монетой, найденной в Иска Силурум, является монета императора Валента II (364—378 гг.), что позволяет предположить, что Иска Силурум еще использовалась как минимум до 380-х годов. Предполагается, что к началу V века каструм Иска Силурум уже был окончательно заброшен.
Последним известным возможным упоминанием о II Августовом легионе является Notitia Dignitatum — документ эпохи поздней Римской империи, содержащий список должностей. Notitia Dignitatum был написан около 395 года, когда умер император Феодосий I. Изменения в Западной Римской империи чётко фиксировались в документе до 408 года, а частично — вплоть до 422 года.
Согласно Notitia Dignitatum, военные единицы «Secundani iuniores» (Второй старший) в подчинении у Comes Britanniarum (комит Британии) и «Secundani Britones/Britannica» (Второй Британский/Британика) в подчинении у Magister Peditum/Equitum (магистр пехоты/конницы). Эти подразделения размещались в каструме Рутупия (совр. Ричборо к северу от Сануиджа). Общее командование над войсками осуществлял Комит Саксонского берега (Comes littoris Saxonici per Britanniam).
Возможно, что это «II Британское» подразделение является либо переименованным в IV веке II легионом Августа, либо это мобильное подразделение (комитатенса), выделенное из состава из II Августова легиона.
Археологические раскопки показали, что каструм Рутупия (называемая Рутуписом в Notitia Dignitatum) не могла вместить более 1/10 части от тех войск, что располагалось в каструме Иска Силурум. Видимо это было связано с тем, что размер легиона пришлось значительно сократить после реформ Галлиена и Диоклетиана, которые разделили войска на лимитанов (пограничную охрану) и комитатенсы (мобильную армию) — задача первых состояла в защите границу до прибытия вторых, состоящих из более лучших войск. Количество монет, найденных в Ричборо (все датируемые примерно 400 годом), значительно больше, чем в любом другом месте британских раскопок этого периода, что говорит в пользу информации в Notitia Dignitatum.
Константин III, провозглашённый британскими легионами императором в 407 году, увёл последние остатки войск из Британии в Галлию, чтобы заявить о своих притязаниях на трон на континенте и для защиты Галлии, которой угрожали варвары, оставив первую совершенно беззащитной от набегов северных племен и пиратов с моря. Если к тому времени Legio II Augusta (или то, что от него осталось) еще и существовал, то он был уничтожен в боях 409—411 гг., которые предшествовали поражению Константина III перед войсками императора Гонория. Дальнейшая история Legio II Augusta неизвестна.